# Dicyclonone
La dicyclonone est un phytoprotecteur utilisé pour protéger les cultures de maïs.

## Chimie
La molécule de dicyclonone est bicyclique. Elle possède un atome de carbone asymétrique, elle est donc chirale et possède deux énantiomères :
- R-dicyclonone
- S-dicyclonone